# Xtouch
Xtouch este o companie producătoare de echipamente de telecomunicații din Dubai.
Compania  a avut vânzări de 60 milioane de euro în 2013.